# Schmidt-Buckwar-Graben
Der Schmidt-Buckwar-Graben ist ein Meliorationsgraben und orographisch rechter Zufluss der Spree im Landkreis Spree-Neiße in Brandenburg. Er beginnt auf einer landwirtschaftlich genutzten Fläche, die sich südwestlich von Schmogrow, einem Ortsteil der Gemeinde Schmogrow-Fehrow befindet. Wenige Meter weiter östlich zweigt der Nordumfluter von der Spree ab. Der Graben entwässert die dazwischenliegenden Flächen. Er fließt vorzugsweise in westlicher Richtung. Von Norden führt dabei zunächst der Große, weniger Meter weiter westlich der Kleine Kaupegraben zu. Der Schmidt-Buckwar-Graben erreicht das Gemeindegebiet von Burg (Spreewald). Dort fließt, ebenfalls von Norden kommend der Penkegraben zu und im weiteren Verlauf von Süden kommend der Wolf-Toberna-Graben Süd zu. Über ihn kann überschüssiges Wasser aus der südlich verlaufenden Spree in den Graben geleitet werden. Wenige Meter weiter westlich fließt von Norden der Wolf-Toberna-Graben Nord zu. Er besitzt eine Verbindung zum ebenfalls westlich gelegenen Schloßbergfließ, das ebenfalls von Norden in den Graben führt. Der Schmidt-Buckwar-Graben unterquert die Landstraße 51 und entwässert nördlich von Burg (Spreewald) in die Spree.